# Dana Balatková
Dana Balatková (* 28. června 1982, Turnov) je česká překladatelka z angličtiny.
Překládá knihy z oblasti neurovědy, neurologie a hudby. Přeložila sedm populárně-vědeckých knih britsko-amerického neurologa Olivera Sackse a knihu amerického neurovědce Michaela Gazzanigy. V roce 2016 vyšly v jejím překladu kniha o spiritualitě keltských žen irské autorky Noragh Jones a autobiografický příběh J jako jestřáb britské přírodovědkyně Helen Macdonaldové, v roce 2018 pod názvem Desiderata štěstí soubor textů Maxe Ehrmanna.

## Překladatelská činnost
- Green, Grace: Chůva na inzerát. [His Potential Wife.] Varšava: Arlekin, c2005. (Harlequin: Romance Duo; sv. 652) ISBN 83-238-9657-7.
- Sacks, Oliver: Musicophilia : příběhy o vlivu hudby na lidský mozek. [Musicophilia : Tales of Music and the Brain.] Praha: Dybbuk, 2009. ISBN 978-1-4000-4081-0.[1][2][3] – 2. vyd. Dybbuk, 2015. ISBN 978-80-7438-132-4.
- Sacks, Oliver: Probouzení : příběh o nečekaném probuzení ze spavé nemoci. [Awakenings.] Praha: Dybbuk, 2010. ISBN 978-80-7438-031-0.
- Sacks, Oliver: Migréna. [Migraine.] Praha: Dybbuk, 2012. ISBN 978-80-7438-051-8.[4]
- Sacks, Oliver: Halucinace. [Hallucinations.] Praha: Dybbuk, 2013. ISBN 978-80-7438-091-4.
- Gazzaniga, Michael: Kdo to tady řídí? aneb Svobodná vůle a neurověda. [Who's in Charge?] Praha: Dybbuk, 2013. ISBN 978-80-7438-081-5.
- Sacks, Oliver: Vděčnost. [Gratitude.] Praha: Dybbuk, 2016. ISBN 978-80-7438-139-3.
- Jones, Noragh: Síla krkavce a moudrost hada : Spiritualita keltských žen a stará keltská poezie. [Power of Raven, Wisdom of Serpent : Celtic Women's Spirituality.] [Praha]-Hodkovičky: Pragma, 2016. ISBN 978-80-7349-496-4.
- Macdonald, Helen: J jako jestřáb. [H is for Hawk.] Praha: Dobrovský s.r.o., 2016. (Knihy Omega.) ISBN 978-80-7390-370-1.
- Rooney, Anne: Příběh medicíny : Od prvních felčarů po zázraky moderního lékařství. [The Story of Medicine : From Early Healing to the Miracles of Modern Medicine.] Praha: Dobrovský s.r.o., 2017. (Knihy Omega.) ISBN 978-80-7390-580-4.
- Farr, Sarah: Léčivé bylinné čaje : naučte se namíchat 101 čajových směsí : proti stresu, na běžná sezónní onemocnění, na podporu imunity. [Healing Herbal Teas : Learn to Blend 101 Specially Formulated Teas for Stress Management, Common Ailments, Seasonal Health, and Immune Support.] Praha: Dobrovský s.r.o., 2017. (Knihy Omega.) ISBN 978-80-7390-662-7.
- Gilbert, Jack, a Knight, Rob, ve spolupráci se Sandrou Blakeslee: Špína je dobrá : Význam bakterií pro vývoj imunitního systému vašeho dítěte. [Dirt Is Good : The Advantage of Germs for Your Child's Developing Immune System.] Praha: Dobrovský s.r.o., 2018. (Knihy Omega.) ISBN 978-80-7390-659-7.
- Sacks, Oliver: Řeka vědomí. [The River of Consciousness.] Praha: Dybbuk, 2018. ISBN 978-80-7438-187-4.
- Ehrmann, Max: Desiderata štěstí. [Desiderata of Happiness.] Praha: Euromedia, 2018. ISBN 978-80-7549-792-5.
- McGregor, Renee: Ortorexie : posedlost zdravou stravou. [Orthorexia : When Healthy Eating Goes Bad.] Praha: Dobrovský s.r.o., 2019. (Knihy Omega.) ISBN 978-80-7390-968-0.
- Hann, Judith: Bylinky : lahodné recepty a pěstitelské rady. [Herbs : Delicious Recipes and Growing Tips to Transform Your Food.] Praha: Dobrovský s.r.o., 2019. (Knihy Omega.) ISBN 978-80-7390-969-7.
- Sacks, Oliver: Vše je na svém místě : první lásky a poslední příběhy. [Everything in Its Place : First Loves and Last Tales.] Praha: Dybbuk, 2019. ISBN 978-80-7438-208-6.
- Greenberg, Michael: Pospěš k nám, sluníčko : Vyprávění otce o lásce a šílenství. [Hurry Down Sunshine : A Father's Memoir of Love and Madness.] Praha: Dybbuk, 2020. (Scribere belle; 8.) ISBN 978-80-7438-228-4.
- Greenberg, Michael: Vyžebrat, vypůjčit, ukrást : Život spisovatele. [Beg, Borrow, Steal : A Writer's Life.] Praha: Dybbuk, 2020. (Scribere belle; 10.) ISBN 978-80-7438-236-9.
- Dumont-Le Cornec, Élisabeth: 1000 vlajek, praporů a zástav. [1000 Flags : Banners and Ensigns.] Praha: Dobrovský s.r.o., 2021. (Pangea.) ISBN 978-80-277-0121-6.
- Collins, Sophie: Stínohra: 75 stínových zvířátek. [Shadow Magic : Create 75 Creatures.] Praha: Dobrovský s.r.o., 2021. (Drobek.) ISBN 978-80-277-0182-7.
- Biegler, Paul: Proč to pořád bolí? : Jak se zbavit chronické bolesti. [Why Does It Still Hurt? : How the Power of Knowledge Can Overcome Chronic Pain.] Praha: Stanislav Juhaňák – Triton, 2024. ISBN 978-80-7684-289-2.
- Levitin, Daniel J.: Mozek a hudba : Věda o posedlosti člověka hudbou. [This Is Your Brain on Music : The Science of a Human Obsession.] Praha: Dybbuk, 2024. ISBN 978-80-7690-097-4.[5]